# Narząd X
Narząd X (narząd Hausströma) – u skorupiaków dziesięcionogich gruczoł tworzony przez skupienie komórek neurosekrecyjnych w słupkach ocznych, produkuje neurohormony kontrolujące m.in.: linienie, wzrost, zmianę zabarwienia, różnicowanie się płci.